# Quilapayún 4
Quilapayún 4 è il sesto album in studio del gruppo cileno Quilapayún pubblicato nel 1970.

## Descrizione
Quarto album realizzato dai Quilapayún per l'etichetta EMI Odeòn (da cui il numero presente nel titolo).
Come i precedenti, questo disco si caratterizza soprattutto per temi tradizionali, alcuni brani scritti da alcuni componenti del gruppo, sempre legati alla tradizione del sud-america, e alcuni brani di autori della nuova canzone latinoamericana (gli uruguaiani Daniel Viglietti e Víctor Lima, i cileni Víctor Jara e Ángel Parra, il portoricano Rafael Hernández). In particolare si avverte l'influenza del tour effettuato dal gruppo in Uruguay nel 1968, il primo al di fuori del Cile, durante il quale ebbero l'occasione di conoscere la locale scena musicale, per molti versi affine alla Nueva Canción Chilena, e con questa confrontarsi.
Tio Caimán è una canzone della tradizione politico-musicale di Panama, racconta, in maniera ironica e irriverente, del Canale di Panama e di come questo serva gli interessi degli Stati Uniti e produca ingiustizie. È una delle canzoni con cui più veniva identificato il gruppo in quegli anni.
Tierra de Artigas proviene dal repertorio del gruppo uruguaiano Los Olimareños, il titolo fa riferimento a José Gervasio Artigas, eroe nazionale dell'Uruguay.
Zamba de las tolderías, appartenente al repertorio di Atahualpa Yupanqui, è una canzone che tratta della cosiddetta Conquista del deserto, la sanguinosa campagna militare che a fine Ottocento il governo argentino portò avanti contro le popolazioni indigene che vivevano nella Patagonia.
Plegaria a un labrador è la canzone con la quale Víctor Jara, accompagnato dai Quilapayún, vinse il primo Festival de la Nueva Canción Chilena, nel luglio del 1969. Strutturato in forma di Pater Noster è dedicato al contadino il cui futuro è nelle sue mani. Nel 1969 avevano già registrato questo brano insieme a Víctor Jara in un singolo che sul lato B vedeva Te recuerdo Amanda, verrà reinciso varie volte negli anni seguenti, sia in studio che in dischi dal vivo, risultando uno dei brani più importanti ed eseguiti del loro repertorio.

## Edizioni
Questo album è stato pubblicato per la prima volta nel 1970, in formato LP, non è mai stato pubblicato in formato CD, ma nel 2020 la sua versione in digitale è stata messa in vendita e ascoltabile in streaming sui principali siti dedicati. 
- 1970 – LP, EMI Odeòn (S) LDC 36735, Cile
- 1970 – LP, EMI Odeòn SURL 20748, Uruguay
- 1970 – LP, EMI 36006, Venezuela, con l'ordine dei brani modificato

## Tracce
1. Plegaria a un labrador – 3:14 (Víctor Jara)
2. El buen borincano – 3:31 (Rafael Hernández)
3. Huayno 1-2-3-4 – 2:30 (musica: tradizionale peruviano)
4. El polo salió de España – 3:16 (tradizionale venezuelano)
5. Canción del agua – 2:35 (musica: Eduardo Carrasco)
6. Tierra de Artigas – 2:50 (Víctor Lima)
7. Zamba de las tolderías – 2:54 (testo: Buenaventura Luna – musica: Óscar Valles e Fernando Portal)
8. Milonga de andar lejos – 2:39 (Daniel Viglietti)
9. Canción de Frondoso – 3:14 (testo: Lope de Vega – musica: Federico García Vigil)
10. Gringa – 3:04 (musica: Patricio Castillo)
11. Guitarra y noche – 2:08 (Ángel Parra)
12. Tio Caimán – 3:11 (Carlos Francisco Chang Marín)

Durata totale: 35:06

## Crediti

### Formazione
- Eduardo Carrasco
- Carlos Quezada
- Willy Oddó
- Hernán Gómez
- Rodolfo Parada
- Patricio Castillo

### Collaboratori
- Vicente e Antonio Larrea - copertina e grafica